# Ansfelden

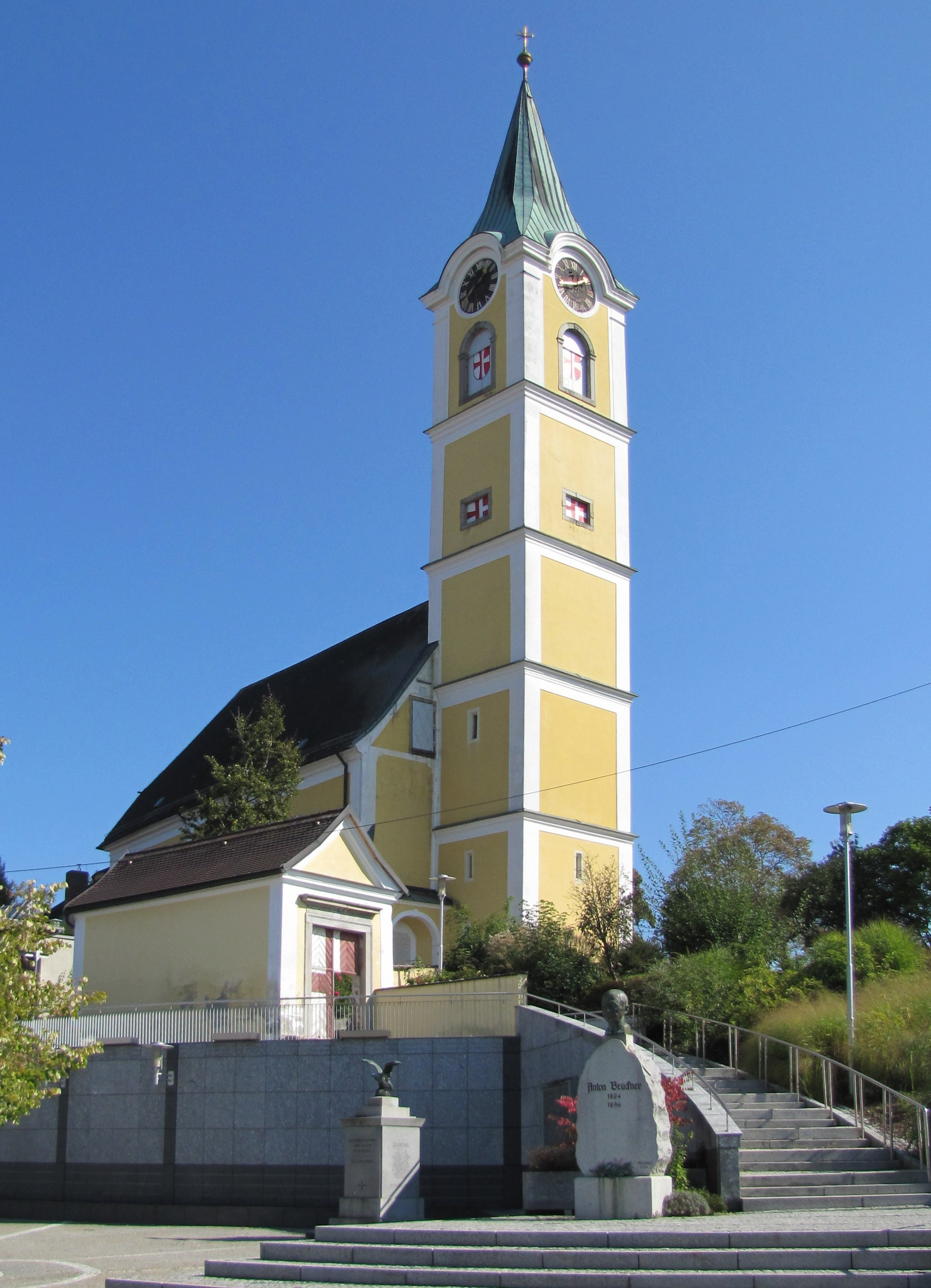
Nhà thờ Ansfelden

Ansfelden là một thị trấn thuộc bang Thượng Áo của Áo. Các con sông Traun và Krems chảy qua khu vực đô thị này. Thị trấn được biết đến nhiều nhất với tư cách là nơi sinh của nhà soạn nhạc và nghệ sĩ organ Anton Bruckner.
Ansfelden có hai bảo tàng, đó là Bảo tàng Anton Bruckner và một bảo tàng nhạc cụ.
Trong huy hiệu của thị trấn, được ban tặng vào ngày 28 tháng 10 năm 1985, sọc uốn lượn tượng trưng cho hai con sông, những ống đàn organ tượng trưng cho nhà soạn nhạc và nghệ sĩ organ Bruckner, và bánh răng tượng trưng cho các nhà máy giấy và các ngành công nghiệp cũ của thị trấn.
Từ năm 1945 đến 1964, Trại tị nạn Haid (DP Camp Haid) được đặt tại quận Haid. Thành phố kết nghĩa với Condega ở Nicaragua.

## Hội đồng địa phương (Gemeinderat)
Số ghế trong hội đồng, bầu cử năm 2015:
- FPÖ 15
- SPÖ 15
- ÖVP 5
- Đảng Xanh 2
- Tổng cộng: 37

## Những người con của thành phố

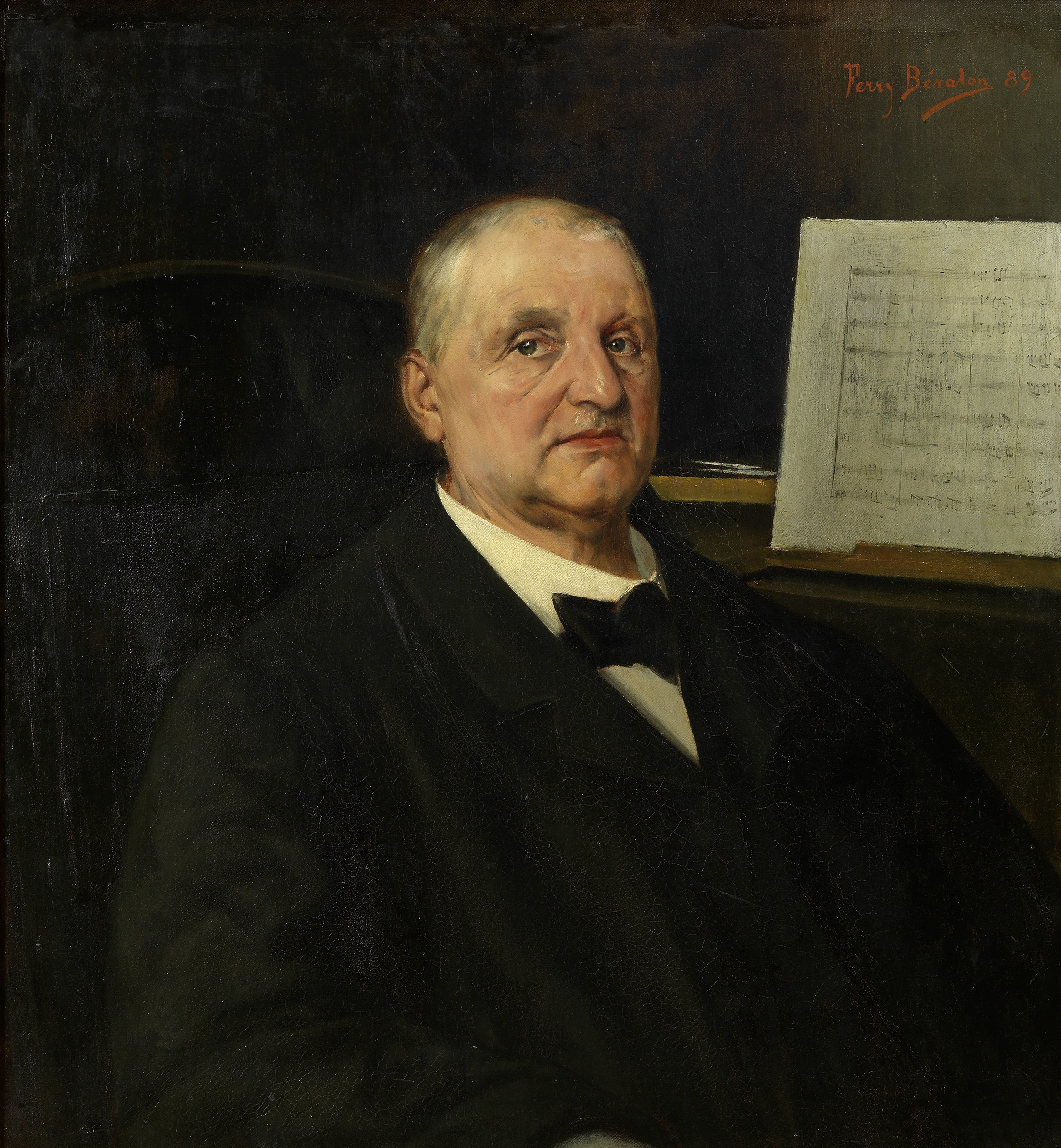
Anton Bruckner, 1889

- Anton Bruckner (1824–1896), nhà soạn nhạc, nghệ sĩ organ và giáo viên lý thuyết âm nhạc, biểu diễn đàn organ ống
- Walter Wimmer (1919–2003), chính trị gia (SPÖ), nghị sĩ quốc hội
- Hermann Aichmair (sinh 1924), giáo sư đại học, tác giả, họa sĩ và nhà điêu khắc
- Hermann Krist (sinh 1959), chính trị gia (SPÖ), nghị sĩ quốc hội
- Josef Schicklgruber (sinh 1967), cầu thủ bóng đá (thủ môn)

## Những người có liên hệ với thành phố
- Bernhard Sallmann (sinh 1967), đạo diễn phim người Đức; lớn lên ở Ansfelden
- Werner Gruber (sinh 1970), nhà vật lý thần kinh và tác giả; lớn lên ở Ansfelden